# Andrea Guerra (compositore)
Andrea Guerra (Santarcangelo di Romagna, 22 ottobre 1961) è un compositore italiano.

## Biografia
Nato a Santarcangelo di Romagna il 22 ottobre 1961, Andrea Guerra è figlio del poeta Tonino Guerra. Ha studiato composizione e arrangiamento con il Maestro Ettore Ballotta a Bologna.
Dopo gli studi di composizione e arrangiamento si trasferisce a Roma, dove intraprende l'attività di compositore. Negli anni duemila e anni 2010 compone diverse colonne sonore per i film di registi come Ferzan Özpetek, Roberto Faenza, Giuseppe Bertolucci e altri ancora.
Nel 2000 compone la musica della sigla per il reality show Grande Fratello.
Nel 2003 scrive la canzone Gocce di memoria insieme all'interprete Giorgia e il brano viene incluso nella colonna sonora, interamente composta da Guerra, del film dello stesso anno La finestra di fronte, diretto da Ferzan Özpetek: il brano vale alla cantautrice e al compositore la vittoria del Nastro d'argento alla migliore canzone originale mentre per la colonna sonora Guerra vince il David di Donatello per il miglior musicista.
Tra il 2015 e il 2016 si è dedicato a comporre la musica per il film di produzione indiana Fan.
Nel 2017 riceve a Venezia il prestigioso premio Soundtrack Stars 2017, ricevuto alla 74ª Mostra internazionale d'arte cinematografica di Venezia.
Sempre nel 2017 riceve il premio Arcangelo d'Oro come riconoscimento da parte dell'amministrazione di Santarcangelo di Romagna, sua città natale.

## Filmografia

### Cinema
- Viaggio d'amore, regia di Ottavio Fabbri (1990)
- La domenica specialmente, regia di Giuseppe Tornatore, Marco Tullio Giordana, Giuseppe Bertolucci, Francesco Barilli (1991)
- Narcos, regia di Giuseppe Ferrara (1992)
- Allullo drom - L'anima zingara, regia di Tonino Zangardi (1993)
- Italia Village, regia di Giancarlo Planta (1994)
- Miele dolce amore, regia di Enrico Coletti (1994)
- Troppo sole, regia di Giuseppe Bertolucci (1994)
- Un altro giorno ancora, regia di Tonino Zangardi (1995)
- Il tocco - La sfida, regia di Enrico Coletti (1996)
- Last Cut - Ultimo taglio, regia di Marcello Avallone (1997)
- Giochi d'equilibrio, regia di Amedeo Fago (1998)
- Onorevoli detenuti, regia di Giancarlo Planta (1998)
- Femmina, regia di Giuseppe Ferlito (1998)
- The Protagonists, regia di Luca Guadagnino (1999)
- Prime luci dell'alba, regia di Lucio Gaudino (2000)
- Lo strano caso del signor Kappa, regia di Fabrizio Lori (2001)
- Sole negli occhi, regia di Andrea Porporati (2001)
- Semana santa, regia di Pepe Danquart (2001)
- Tornando a casa, regia di Vincenzo Marra (2001)
- Le fate ignoranti, regia di Ferzan Özpetek (2001)
- La leggenda di Al, John e Jack, regia di Aldo, Giovanni e Giacomo, Massimo Venier (2002)
- Emma sono io, regia di Francesco Falaschi (2002)
- Angela, regia di Roberta Torre (2002)
- Il cane e il suo generale, regia di Francis Nielsen (2003)
- Il vestito da sposa, regia di Fiorella Infascelli (2003)
- Prendimi e portami via, regia di Tonino Zangardi (2003)
- Io no, regia di Simona Izzo e Ricky Tognazzi (2003)
- Passato prossimo, regia di Maria Sole Tognazzi (2003)
- Prendimi l'anima, regia di Roberto Faenza (2003)
- La finestra di fronte, regia di Ferzan Özpetek (2003)
- Le barzellette, regia di Carlo Vanzina (2004)
- Ogni volta che te ne vai, regia di Davide Cocchi (2004)
- Tu la conosci Claudia?, regia di Massimo Venier (2004)
- Che ne sarà di noi, regia di Giovanni Veronesi (2004)
- Hotel Rwanda (Hotel Rwanda), regia di Terry George (2004)
- Il ritorno del Monnezza, regia di Carlo Vanzina (2005)
- Alla luce del sole, regia di Roberto Faenza (2005)
- Cuore sacro, regia di Ferzan Özpetek (2005)
- Olé, regia di Carlo Vanzina (2006)
- Arrivederci amore, ciao, regia di Michele Soavi (2006)
- La ricerca della felicità (The Pursuit of Happyness), regia di Gabriele Muccino (2006)
- L'uomo di vetro, regia di Stefano Incerti (2007)
- Donkey Xote (Donkey Xote), regia di José Pozo (2007)
- Parlami d'amore, regia di Silvio Muccino (2008)
- Un marito di troppo (The Accidental Husband), regia di Griffin Dunne (2008)
- Pa-ra-da, regia di Marco Pontecorvo (2008)
- Un giorno perfetto, regia di Ferzan Özpetek (2008)
- La terra degli uomini rossi - Birdwatchers, regia di Marco Bechis (2008)
- Nine, regia di Rob Marshall (2009)
- Genitori & figli - Agitare bene prima dell'uso, regia di Giovanni Veronesi (2010)
- Misure straordinarie (Extraordinary Measures), regia di Tom Vaughan (2010)
- Letters to Juliet, regia di Gary Winick (2010)
- Immaturi, regia di Paolo Genovese (2011)
- Un giorno questo dolore ti sarà utile (Someday This Pain Will Be Useful to You), regia di Roberto Faenza (2011)
- Immaturi - Il viaggio, regia di Paolo Genovese (2012)
- Benvenuto Presidente!, regia di Riccardo Milani (2013)
- Bianca come il latte, rossa come il sangue, regia di Giacomo Campiotti (2013)
- L'arbitro, regia di Paolo Zucca (2013)
- Che strano chiamarsi Federico, regia di Ettore Scola (2013)
- Love Without Borders, regia di Claudio Basi (2014)
- Una donna per amica, regia di Giovanni Veronesi (2014)
- Amici come noi, regia di Enrico Lando (2014)
- Scusate se esisto!, regia di Riccardo Milani (2014)
- Dum Laga Ke Haisha, regia di Sharat Katariya (2015)
- Napoli '44, regia di Francesco Patierno (2016) - documentario
- L'abbiamo fatta grossa, regia di Carlo Verdone (2016)
- Fan, regia di Maneesh Sharma (2016)
- Un bacio, regia di Ivan Cotroneo (2016)
- Mamma o papà?, regia di Riccardo Milani (2017)
- Come un gatto in tangenziale, regia di Riccardo Milani (2017)
- L'uomo che comprò la Luna, regia di Paolo Zucca (2018)
- Sui Dhaaga: Made in India, regia di Sharat Katariya (2018)
- Namdev Bhau, regia di Dar Gai (2018)
- Copperman, regia di Eros Puglielli (2019)
- Ma cosa ci dice il cervello, regia di Riccardo Milani (2019)
- Divorzio a Las Vegas, regia di Umberto Carteni (2020)
- Tutti per 1 - 1 per tutti, regia di Giovanni Veronesi (2020)
- Oleg: The Oleg Vidov Story, regia di Nadia Tass (2021) - documentario
- Come un gatto in tangenziale - Ritorno a Coccia di Morto, regia di Riccardo Milani (2021)
- La scuola cattolica, regia di Stefano Mordini (2021)
- Bocche inutili, regia di Claudio Uberti (2022)
- L'importanza di iniziare da uno, regia di Alice Tomassini (2022)
- Hill of Vision, regia di Roberto Faenza (2022)
- Brado, regia di Kim Rossi Stuart (2022)
- Nel nostro cielo un rombo di tuono, regia di Riccardo Milani (2022) - documentario
- Pier Paolo Pasolini - Una visione nuova, regia di Giancarlo Scarchilli (2022) - documentario
- The Honeymoon - Come ti rovino il viaggio di nozze (The Honeymoon), regia di Dean Craig (2022)
- Grazie ragazzi, regia di Riccardo Milani (2023)
- Kordon, regia di Alice Tomassini (2023) - documentario
- Romeo è Giulietta, regia di Giovanni Veronesi (2024)

### Televisione
- Una vita in gioco, regia di Franco Giraldi – miniserie TV (1992)
- Un medico in famiglia – serie TV (Rai 1, 1998-2007)
- Un prete tra noi, regia di Giorgio Capitani – serie TV (Canale 5, 1999)
- Indizio fatale, regia di Marcello Avallone – film TV (1999)
- Le ragazze di Piazza di Spagna, regia di José María Sánchez – serie TV (Rai 2, 2000)
- Qualcuno da amare, regia di Giuliana Gamba – miniserie TV (2000)
- Una lunga notte, regia di Ilaria Cirino – film TV (2001)
- Compagni di scuola – serie TV (2001)
- Casa famiglia, regia di Riccardo Donna – serie TV (2001-2003)
- La casa dell'angelo, regia di Giuliana Gamba – film TV (2002)
- La guerra è finita, regia di Lodovico Gasparini – miniserie TV (2002)
- Un posto tranquillo – serie TV (2003-2005)
- Soraya, regia di Lodovico Gasparini – miniserie TV (Rai 1, 2003)
- Nerone, regia di Paul Marcus – miniserie TV (2004)
- Le stagioni del cuore, regia di Antonello Grimaldi – serie TV (2004)
- Il mio amico Babbo Natale, regia di Franco Amurri – film TV (2005)
- Briciole, regia di Ilaria Cirino – film TV (2005)
- Gente di mare – serie TV (2005-2007)
- Il mio amico Babbo Natale 2, regia di Lucio Gaudino – film TV (2006)
- I Cesaroni – serie TV (Canale 5, 2006-2009)
- Caccia segreta, regia di Massimo Spano – miniserie TV (2007)
- Zodiaco, regia di Eros Puglielli – miniserie TV (2008)
- Il commissario De Luca, regia di Antonio Frazzi – miniserie TV (2008)
- Coco Chanel, regia di Christian Duguay – miniserie TV (Rai 1, 2008)
- Lo smemorato di Collegno, regia di Maurizio Zaccaro – miniserie TV (Rai 1, 2009)
- Sant'Agostino, regia di Christian Duguay – miniserie TV (Rai 1, 2010)
- Sotto il cielo di Roma, regia di Christian Duguay – miniserie TV (2010)
- Atelier Fontana - Le sorelle della moda, regia di Riccardo Milani – miniserie TV (Rai 1, 2011)
- Che Dio ci aiuti – serie TV (Rai 1, dal 2011)
- Le mille e una notte - Aladino e Sherazade, regia di Marco Pontecorvo – miniserie TV (2012)
- Santa Barbara, regia di Carmine Elia – film TV (2012, Rai 1)
- Romeo e Giulietta, regia di Riccardo Donna – miniserie TV (2014)
- Il giovane Montalbano – serie TV (Rai 1, 2015)
- Un passo dal cielo – serie TV (Rai 1, 2017)
- Di padre in figlia – serie TV (2017)
- Don Matteo – serie TV, 7 episodi (Rai 1, 2020-2022)
- Resta con me, regia di Monica Vullo – serie TV (Rai 1, 2023)
- La voce che hai dentro, regia di Eros Puglielli – serie TV (Canale 5, 2023)
- Kostas, regia di Milena Cocozza – serie TV (Rai 1, 2024)
- Inganno, regia di Pappi Corsicato – miniserie TV (Netflix, 2024)

## Programmi televisivi
- Grande Fratello (Canale 5, dal 2000)

## Riconoscimenti

### Premi vinti
- European Film Award 2005 - miglior compositore (Hotel Rwanda)
- Golden Satellite Award 2005 – miglior canzone originale (Million voices, dal film Hotel Rwanda, scritta da Andrea Guerra, Wyclef Jean e Jerry 'Wonder' Duplessis)
- Apex Award 2005 – miglior canzone originale (Million voices)
- Ravello CineMusic 2004 - miglior canzone originale (Che ne sarà di noi)
- David di Donatello 2003 - miglior compositore (La finestra di fronte)
- Globo d'Oro 2003 - miglior colonna sonora (La finestra di fronte)
- Ciak d'Oro 2003 - Miglior colonna sonora (La finestra di fronte)[7]
- Nastro D'Argento 2003 - miglior canzone (Gocce di memoria)
- Italian Music Award 2003 - miglior canzone (Gocce di memoria)
- Italian Music Award 2003 - miglior arrangiamento (Gocce di memoria)
- Premio Nino Rota 2003 per la qualità artistica delle opere realizzate
- FIPA (Festival internazionale di programmi audiovisivi) d'Or Biarritz 2003 - miglior colonna sonora (La guerra è finita)
- Flaiano Film Festival 2001 - miglior colonna sonora (Le fate ignoranti)
- Italian Music Award 2001 - miglior colonna sonora (Le fate ignoranti)
- Grolla d'oro 2001 - miglior compositore (Tornando a casa)
- Film Festival di Valencia 2001 - miglior colonna sonora (Tornando a casa)
- Soundtrack Stars 2017

### Candidature
- David di Donatello 2008 - miglior canzone originale (Tear Down These Houses dal film Parlami d'amore scritta da Andrea Guerra e Skin)
- Grammy Awards 2005 - miglior canzone da film (Million voices)
- Golden Globe 2005 - miglior canzone originale (Million voices)
- David di Donatello 2005 - miglior colonna sonora (Cuore sacro)
- David di Donatello 2004 - miglior colonna sonora (Che ne sarà di noi)
- Globo d'Oro 2003 - miglior colonna sonora (Prendimi l'anima)